# Rua Três Rios
A Rua Três Rios é um logradouro da cidade de São Paulo, no distrito do Bom Retiro, região central da cidade, que homenageia a Joaquim Egidio de Souza Aranha, conhecido como Marquês de Três Rios (Campinas, 21 de março de 1821 - São Paulo, 19 de maio de 1893), e onde ficava sua residência, na "Chácara Bom Retiro", com o  Solar do Marquês de Três Rios, na qual hospedou no ano de 1883, a Princesa Isabel e o Conde d'Eu.
Tem como início a Rua Afonso Pena, e como término a Rua Silva Pinto.
Anos mais tarde instalaram-se no solar a Escola Politécnica da USP, e posteriormente, a FATEC e a ETESP.
Abrigou a antiga sede da Escola de Pharmácia, Odontologia e Obstetrícia de São Paulo onde hoje funciona a Oficina Cultural Oswald de Andrade, a primeira a ser criada pela Secretaria de Estado da Cultura de São Paulo que começou a funcionar em 1986, então com o nome de Oficinas Culturais Três Rios.
Foi eleita a sétima rua mais legal do mundo em uma pesquisa realizada pela revista britânica Time Out em 2021.